# دنی موتا
دنی موتا (انگلیسی: Dany Mota؛ زادهٔ ۲ مهٔ ۱۹۹۸) بازیکن فوتبال اهل پرتغال است.
از باشگاه‌هایی که در آن بازی کرده‌است می‌توان به باشگاه فوتبال ویرتوس انتلا اشاره کرد.
وی همچنین در تیم ملی فوتبال زیر ۲۱ سال پرتغال بازی کرده‌است.